# Candice Bergen (política)
Candice Marie Bergen (Manitoba, 28 de septiembre de 1964) es una política canadiense. Es miembro de la Cámara de los Comunes desde 2008.
Fue ministra de estado para el desarrollo social en el gobierno de Harper y líder de la Oposición en la Cámara de los Comunes desde 2016 hasta 2020. Bergen se desempeñó como líder adjunta del Partido Conservador y líder adjunta de la Oposición bajo el liderazgo de Erin O'Toole desde septiembre de 2020 a febrero de 2022.

## Biografía
Bergen nació el 28 de septiembre de 1964, en Morden, Manitoba y creció en Warren, donde asistía a una iglesia pentecostal. Es la menor de ocho hermanos. Su padre vendía autopartes y su madre era limpiadora en un hospital. Después de la escuela secundaria, Bergen se mudó a Winnipeg y luego a Columbia Británica, pero regresó a Morden después de su matrimonio en 2000.

## Carrera política
Bergen se involucró en la política debido a la frustración con el gobierno federal canadiense, incluido lo que ella percibía como un gasto derrochador. Comenzó a trabajar como voluntaria en la asociación local del partido Alianza Canadiense, el cual se disolvió en 2003. Y sus miembros pasaron a ser parte del Partido Conservador de Canadá.
En 2004, fue directora de campaña de Manitoba para la candidatura de Stephen Harper como líder del Partido Conservador de Canadá.

### Parlamentaria
El 14 de octubre de 2008, fue elegida como miembro de la Cámara de los Comunes por Portage-Lisgar en las elecciones federales de 2008, con el nombre de Candice Hoeppner, apellido de su exesposo.

### Secretaria parlamentaria y ministra
En las elecciones federales de 2011, Bergen fue reelegida como miembro del parlamento por Portage-Lisgar con el 76,0 por ciento de los votos. El 25 de mayo de 2011, Bergen fue nombrada secretaria parlamentaria del Ministro de Seguridad Pública. Luego el 15 de julio de 2013, Bergen fue nombrada Ministra de Estado para el Desarrollo Social, por el primer ministro Stephen Harper.

### En oposición

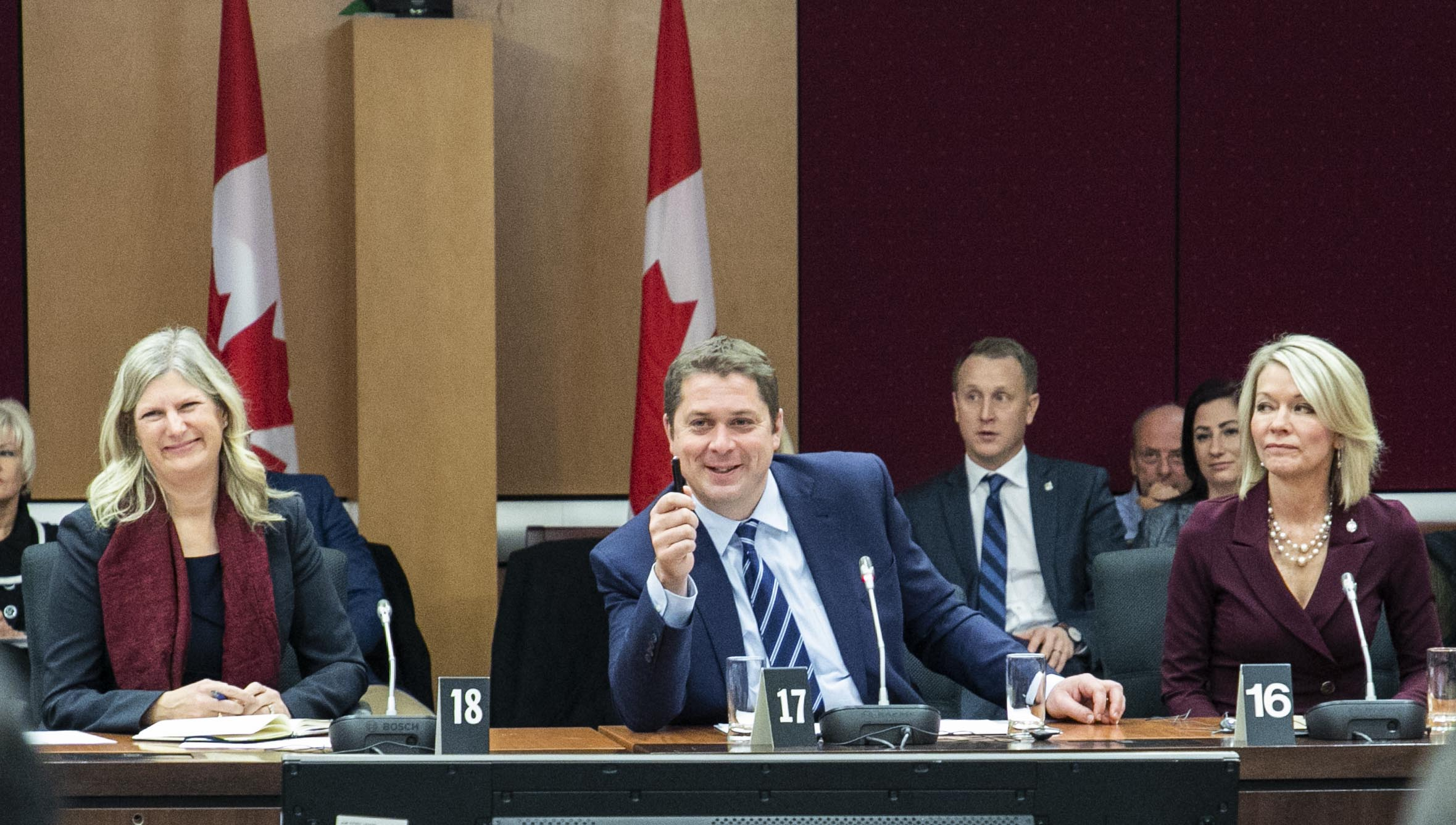
Bergen (derecha) con Leona Alleslev y Andrew Scheer en 2019

Después de que Stephen Harper renunció como líder conservador después de que el partido se convirtiera en la Oposición Oficial después de las elecciones de 2015, Bergen, quien fue reelegida, anunció que se postularía para el liderazgo interino. En su lugar, se eligió a Rona Ambrose.
Bergen fue designado por la líder conservadora interina, Rona Ambrose, como líder de la Oposición en Cámara de los Comunes el 15 de septiembre de 2016, en sustitución de Andrew Scheer.
Fue reelegida en las elecciones federales de 2019. Consideró postularse en las elecciones de liderazgo del Partido Conservador de Canadá de 2020 para suceder a Andrew Scheer, pero decidió no hacerlo debido a su falta de fluidez en el idioma francés.
En septiembre de 2020, el nuevo líder conservador Erin O'Toole nombró a Bergen líder adjunta de la oposición. Fue sucedida como líder de la Oposición en la Cámara de los Comunes por Gérard Deltell.
El 2 de febrero de 2022, Erin O'Toole fue destituido como líder conservador en una votación de los parlamentarios conservadores de acuerdo con los términos de la Ley de Reforma. La votación se produjo por voto secreto. Tras la destitución de O'Toole, se llevó a cabo una segunda votación de los parlamentarios conservadores para nombrar a un líder interino del partido. Bergen fue elegida líder interina del Partido Conservador.

## Posiciones políticas
Bergen es conservadora en algunos temas sociales, está en contra del aborto, pero esta a favor de los derechos LGBT. También se declaró a favor de Israel.

## Vida personal
Bergen se casó con David Hoeppner en 2000 y tomó su apellido, presentándose como Candice Hoeppner. Tuvieron tres hijos juntos y a partir de enero de 2021, dos nietos. Después de separarse, Bergen anunció en la Cámara de los Comunes el 17 de septiembre de 2012 que volvería a usar su nombre de nacimiento. El 11 de octubre de 2020, Bergen se volvió a casar con su actual esposo Michael; al compartir fotos de su boda en las redes sociales.